# Haemanthus
Haemanthus is een geslacht uit de narcisfamilie (Amaryllidaceae). De soorten komen voor in het zuiden van Afrika, in de landen Botswana, Lesotho, Namibië, Swaziland en Zuid-Afrika.

## Soorten
- Haemanthus albiflos Jacq.
- Haemanthus amarylloides Jacq.
- Haemanthus avasmontanus Dinter
- Haemanthus barkerae Snijman
- Haemanthus canaliculatus Levyns
- Haemanthus carneus Ker Gawl.
- Haemanthus coccineus L.
- Haemanthus crispus Snijman
- Haemanthus dasyphyllus Snijman
- Haemanthus deformis Hook.f.
- Haemanthus graniticus Snijman
- Haemanthus humilis Jacq.
- Haemanthus lanceifolius Jacq.
- Haemanthus montanus Baker
- Haemanthus namaquensis R.A.Dyer
- Haemanthus nortieri Isaac
- Haemanthus pauculifolius Snijman & A.E.van Wyk
- Haemanthus pubescens L.f.
- Haemanthus pumilio Jacq.
- Haemanthus sanguineus Jacq.
- Haemanthus tristis Snijman
- Haemanthus unifoliatus Snijman

... · 
Acis · 
Amaryllis · 
Boophone · 
Clivia · 
Crinum (Haaklelie) · 
Galanthus (Sneeuwklokje) · 
Hippeastrum · 
Hymenocallis · 
Leucojum (Narcisklokje) · 
Narcissus (Narcis) · 
Pancratium · 
Scadoxus · 
Sprekelia · 
Sternbergia · 
...